# Osnovni elementi
Osnovni elementi se obično odnose na koncepte zemlje, vode, vazduha, vatre i (kasnije) etra, koji su predloženi da bi se objasnila prirodu i složenost sveukupne materije u smislu jednostavnijih supstanci. Drevne kulture u Grčkoj, Persiji, Vavilonu, Japanu, Tibetu i Indiji imale su slične spiskove, pri čemu se ponekad u lokalnim jezicima „vazduh” nazivao „vetar”, a peti element „prazninom”. Kineski sistem Vu Sing navodi drvo (木 mù), vatru (火 huǒ), zemlju (土 tǔ), metal (金 jīn) i vodu (水 shuǐ), mada su oni opisani više kao energije ili prelazi, nego kao vrste materijala.
Ove različite kulture, pa čak i pojedinačni filozofi, imali su veoma različita objašnjenja o njihovim atributima i tome kako su se povezali sa opaženim pojavama i kosmologijom. Ponekad su se te teorije preklapale s mitologijom i bile personificirane u božanstvima. Neke od tih interpretacija uključivale su atomizam (ideja o vrlo malim, nedeljivim delovima materije), dok su druga tumačenja smatrala da su elementi deljivi na beskonačno male komade bez promene njihove prirode.
Dok je klasifikacija materijalnog sveta u drevnoj Indiji, helenističkom Egiptu i drevnoj Grčkoj u vazduh, zemlju, vatru i vodu bila više filozofska, tokom islamskog zlatnog doba srednjovekovni naučnici sa Bliskog Istoka koristili su praktična, eksperimentalna promatranja za klasifikaciju materijala. U Evropi se starogrčki sistem Aristotela u neznatnoj meri razvio u srednjovekovni sistem, koji je prvi put u Evropi postao podložan eksperimentalnoj verifikaciji tokom 1600-ih, tokom naučne revolucije.
Savremena nauka ne podržava klasične elemente kao materijalnu osnovu fizičkog sveta. Atomska teorija klasifikuje atome u više od stotinu hemijskih elemenata kao što su kiseonik, gvožđe i živa. Ovi elementi formiraju hemijska jedinjenja i smeše, a pod različitim temperaturama i pritiscima, ove materije mogu da poprime različita stanja materije. Najčešća stanja su: čvrsto, tečno, gasno i plazma, i ona imaju atribute klasičnih elemenata zemlje, vode, vazduha i vatre, ali ova stanja nastaju zbog sličnog ponašanja različitih vrsta atoma na sličnim energetskim nivoima, a ne zbog toga što je sadržana određena vrstu atoma ili određena vrstu supstance.
Osnovni elementi (često četiri elementa) predstavljaju koncept koji su mnogi stari filozofi koristili kako bi objasnili strukturu prirode. Grčka verzija ovih ideja potiče iz presokratske filozofije i prisutna je tokom celog srednjeg veka i renesanse i snažno je uticala na evropsku filozofsku misao, nauku i kulturu. Taj je koncept, međutim, postojao još na drevnom Istoku, a bio je raširen u Indiji i Kini, gde je predstavljao jedno od temeljnih načela budizma i hinduizma, posebno u jednom ezoteričnom kontekstu. Savremeni naučni periodni sistem elemenata i koncept sagorevanja (vatre) mogu se smatrati naslednicima ovakvih starih koncepata.

## Indijska filozofija
U antičkoj indijskoj filozofiji navode se četiri elementa (dhātu), kao osnovni konstituenti svakog oblika materije: 
- zemlja
- voda
- vatra
- vazduh

### Sidarta Gautama
Shemu osnovnih elemenata Buda je preuzeo iz indijske filozofije, ali je svakom članu pridao posebno značenje. Zemlja kao element predstavlja ono svojstvo po kojem materija poseduje supstancu, zauzima neki prostor, ima određen stepen čvrstoće. Ona je temelj za sve druge materijalne fenomene. Voda, ima karakteristike tečenja, fluidnosti i još jedno svojstvo, a to je kohezija, povezivanje. Vatra kao element, a ona ne podrazumeva nužno samo plamen, već uopšte svojstvo toplote u svakoj materiji. Ono što daje tu toplotu materiji jeste vatra kao element. Kada je on izraženiji, sam predmet postaje topliji. Isto je i s našim telom. Četvrti element, vazduh, naziva se i vetar, a budistički filozofi su zaključili da je vetar uvek povezan sa kretanjem, a onda i sa širenjem i skupljanjem. Takođe su smatrali da su sva četiri elementa, samo u različitim proporcijama, prisutni i međusobno se uslovljavaju u svakoj čestici materije, bilo da je reč o zrncu prašine, steni, reci ili oblaku.
Za Budu, ova shema ima i praktičnu primenu, a to je motrenje osnovnih elemenata u svom telu. Pošto element zemlje čini svojstvo čvrstine, da bismo uočili unutrašnji element zemlje, uzimamo one delove tela u kojima je on najdominantniji (nokti, zubi, kosti...). Buda objašnjava na koji način kontemplaciju elementa zemlje možemo iskoristiti kao put ka sticanju uvida u nesuštastvenost ovog i svakog drugog elementa, u to da su oni po prirodi bez sopstva.
Broj elemenata u sutrama varira, a početna lista od četiri nekad se proširuje petim, prostorom, i šestim, svešću.

## Grčka filozofija
Četiri osnovna elementa u grčkoj misli jesu vatra, zemlja, vazduh i voda. Oni su u antičkoj filozofiji, nauci i medicini predstavljali elemente kosmosa pomoću kojih se ostvaruje egzistencija svih postojećih stvari i od kojih se te stvari sastoje. Grčka reč za element (στοιχεῖον) doslovno znači „slog“ — osnovna jedinica od koje se sastoji svaka reč.
Klasičan dijagram (predstavljen desno) daje kvadrat uokviren u kvadratu, pri čemu uglovi većeg predstavljaju osnovne elemente, a uglovi manjeg njihove kvalitete.

### Empedokle
Koncept osnovnih elemenata potiče od presokratskih filozofa koji su pripadali tzv. jonskoj školi. Od tih je filozofa Empedokle bio prvi koji je popisao sva četiri elementa, koje je nazvao „korenima“, dok su termin στοιχεῖον uveli tek kasniji mislioci.
- Vatra je topla i suva.
- Zemlja je hladna i suva.
- Vazduh je topao i vlažan.
- Voda je hladna i vlažna.

Empedokle je zastupao klasično grčko filozofsko stanovište da nešto ne može da nastane iz ničega, niti nešto može da pređe u ništa. Sledstveno, tvar je bez početka i bez kraja; ona je neuništiva. Zbog promena u prirodi, Empedokle je zaključio da celine nastaju i nestaju, ali su sastavljene od čestica, koje su neuništive. On je smatrao da jedna vrsta tvari ne može da pređe u drugu, već da postoje „nerođeni sastojci“ (ἀγένητα στοιχεῖα, fr. 7) odnosno osnovni elementi, koji mešanjem formiraju sve stvari. Elementi se spajaju i razdvajaju zahvaljujući silama Ljubavi i Mržnje, koje deluju svuda u svemiru.

### Hipokrat
Prema Galenu, ove je elemente koristio Hipokrat pri opisivanju ljudskog tela povezujući ih sa četiri temperamenta: žuta žuč (vatra), crna žuč (zemlja), krv (vazduh) i flegma (voda).

## Peti element
Neki antički kosmolozi ovima su dodavali i peti element, koji su nazivali etar ili kvintesencija. Ovih pet elemenata ponekada je povezivano sa pet platonovskih tela. Pitagorejci su za peti element uzeli ideju, pa su početnim slovima naziva ovih pet elemenata nazvali spoljne uglove njihovog pentagrama.
Aristotel je kao kvintesenciju dodao etar, smatrajući da su vatra, zemlja, vazduh i voda zemaljski i stoga kvarljivi elementi, a da pošto se nikakve promene nisu opazile u nebeskoj sferi, zvezde se ne mogu sastojati od bilo kojeg od ova četiri elementa, nego moraju biti napravljene od neke drugačije i nepromenljive materije.
Termin etar ponovo su u upotrebu uveli krajem 19. veka fizičari da bi njime označili pretpostavljenu nevidljivu stvar koja prožima univerzum — tzv. svetlonosni etar.

## Moderna istorija

### Hemijski element
Aristotelova tradicija i srednjovekovna alhemija na kraju su doveli do moderne hemije, naučnih teorija i novih taksonomija. Do vremena Antoana Lavoazijea, na primer, lista elemenata se više nije odnosila na klasične elemente. Neki savremeni naučnici vide paralelu između klasičnih elemenata i četiri agregatna stanja: čvrstog, tečnog, gasovitog i slabo jonizovane plazme.

## Literatura
- Koplston, Frederik (1999). Istorija filozofije: Grčka i Rim. Beograd: BIGZ.
- Paul Lagasse; Lora Goldman; Archie Hobson; Susan R. Norton, ур. (2000). The Columbia Encyclopedia (6th изд.). Gale Group. ISBN 978-1593392369.
- William H. McNeill; Jerry H. Bentley; David Christian, ур. (2005). Berkshire Encyclopedia of World History. Berkshire Publishing Group. ISBN 978-0974309101.
- Kovačević, Branislav (2014). Ovako sam čuo: Budino učenje na osnovu izvora u Pali kanonu. Novi Sad–Beograd.
- Ball, P. (2004). The Elements: A Very Short Introduction. Oxford University Press. ISBN 978-0-19-284099-8.
- Emsley, J. (2003). Nature's Building Blocks: An A–Z Guide to the Elements. Oxford University Press. ISBN 978-0-19-850340-8.
- Gray, T. (2009). The Elements: A Visual Exploration of Every Known Atom in the Universe. Black Dog & Leventhal Publishers Inc. ISBN 978-1-57912-814-2.
- Scerri, E.R. (2007). The Periodic Table, Its Story and Its Significance. Oxford University Press. ISBN 978-0-19-530573-9.
- Strathern, P. (2000). Mendeleyev's Dream: The Quest for the Elements. Hamish Hamilton Ltd. ISBN 978-0-241-14065-9.
- Kean, Sam (2011). The Disappearing Spoon: And Other True Tales of Madness, Love, and the History of the World from the Periodic Table of the Elements. Back Bay Books. ISBN 978-0-316-05163-7.
- A.D. McNaught; A. Wilkinson., ур. (1997). Compendium of Chemical Terminology, 2nd ed. (the "Gold Book"). Blackwell Scientific Publications, Oxford. ISBN 978-0-9678550-9-7. doi:10.1351/goldbook.
- Bodhi, Bhikkhu (trans.) (2000). The Connected Discourses of the Buddha: A Translation of the Samyutta Nikaya. Boston: Wisdom Publications. ISBN 0-86171-331-1.
- Buddhaghosa, Bhadantācariya (trans. from Pāli by Bhikkhu Ñāṇamoli). The Path of Purification: Visuddhimagga. Seattle, WA: BPS Pariyatti Editions. 1999. ISBN 1-928706-00-2.
- Hamilton, Sue (2001). Identity and Experience: The Constitution of the Human Being according to Early Buddhism. Oxford: Luzac Oriental. ISBN 1-898942-23-4.
- Monier-Williams, Monier (1899, 1964). A Sanskrit-English Dictionary. London: Oxford University Press. 1872.. ).
- Ñāṇamoli, Bhikkhu (trans.) & Bodhi, Bhikkhu (ed.). The Middle-Length Discourses of the Buddha: A Translation of the Majjhima Nikāya. Boston: Wisdom Publications. 2001. ISBN 0-86171-072-X.
- Nyanaponika Thera (trans.) (1981). The Greater Discourse on the Elephant-Footprint Simile. Kandy, Sri Lanka: Buddhist Publication Society.
- Olivelle, Patrick (1996). Upaniṣads. Oxford: Oxford University Press. ISBN 978-0-19-283576-5.
- Rhys Davids, T.W. & William Stede (eds.) (1921–5). The Pali Text Society’s Pali–English Dictionary [PED]. Chipstead: Pali Text Society. A general on-line search engine for the PED is available from the University of Chicago's "Digital Dictionaries of South Asia" at http://dsal.uchicago.edu/dictionaries/pali/ (retrieved 2007-06-14).